# Elecciones estatales de Durango de 1983
Las elecciones estatales de Durango de 1983 se celebraron el domingo 3 de julio de 1983, y en ella se renovaron los siguientes cargos de elección popular:
- 39 ayuntamientos. Compuestos por un Presidente Municipal y regidores, electos para un periodo de tres años no reelegibles para el periodo inmediato.
- 15 Diputados al Congreso del Estado. Electos por mayoría relativa en cada uno de los Distrito Electorales.

## Resultados electorales
Estas elecciones marcaron la historia en Durango y en México al igual que las de Chihuahua del mismo año, pues fueron una muestra del importante avance histórico de la oposición. 

### Ayuntamientos

#### Ayuntamiento deDurango
|  | 54.4 % |

|  | 42.5 % |

|  | 0.3 % |

|  | 0.5 % |

|  | 0.2 % |

|  | 0.2 % |

|  | 1.7 % |